# Лим Джиён (скрипачка)
Лим Джиён (кор. 임지영; род. 1995, Сеул) — южнокорейская скрипачка.
Окончила Корейский национальный университет искусств, ученица Ким Намъюн. Начиная с 2008 г. стала финалисткой и лауреатом международных конкурсов в Корее, Японии, Германии и США, увенчав свои конкурсные успехи первой премией Конкурса имени королевы Елизаветы (2015). После конкурса продолжила образование в Европе, поступив в Кронбергскую академию. В 2017 г. выпустила первый альбом — сонаты Моцарта (№ 21, № 18 и № 26) и Бетховена (№ 1) — вместе с пианистом Лим Тонхёком.